# C/1845 D1 de Vico
La cometa C/1845 D1 de Vico è una cometa non periodica scoperta il 25 febbraio 1845 dall'astronomo italiano Francesco de Vico.